# Charles Furne
Charles Furne (Paris, 14 décembre 1794–15 juillet 1859) est un éditeur-libraire surtout connu pour sa publication intégrale de La Comédie humaine d'Honoré de Balzac d'abord en 17 volumes illustrés à partir de 1841-1842, dite « du Furne », puis celle en 28 volumes, dite « du Furne corrigé ».

## Parcours
Fils d'un marchand de vin aisé de la rue Saint-Denis, Furne occupe d'abord un emploi dans l'administration des douanes, puis de libraire en 1819. Il reprend les locaux des libraires Dupont et Moret en 1825. Puis, en novembre 1826, après avoir racheté le fonds de Charles-Nicolas Mahieux, il ouvre une boutique au 37 de la rue des Augustins, avec pour spécialité l'édition de livres d'histoire. Il publie notamment Adolphe Thiers, François-Auguste Mignet, Henri Martin, Louis Blanc.
Il était doué pour les affaires et possédait une certaine aisance financière. Son intérêt pour les progrès techniques en matière de typographie et de techniques d'impression est manifeste : il chercha à publier des livres peu onéreux et cependant illustrés de gravures finement travaillées. Il fit appel à des artistes comme Horace Vernet, Tony Johannot, Desenne, Auguste Raffet pour des éditions bon marché d'auteurs modernes étrangers comme Walter Scott ou James Fenimore Cooper mais aussi de classiques comme Molière, La Fontaine, etc. L'un de ses plus beaux livres illustrés reste L′Histoire naturelle des oiseaux de Buffon.

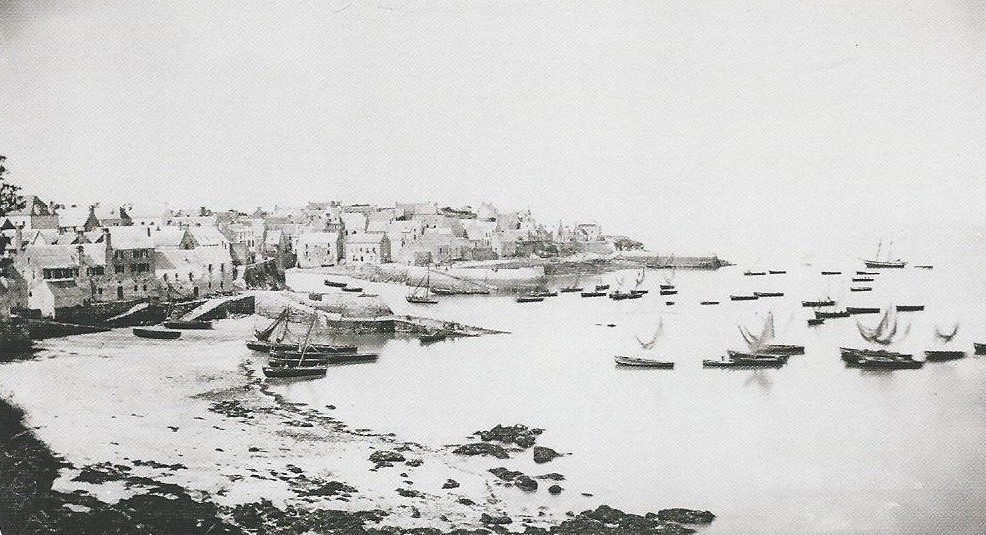
Douarnenez en 1857 (Charles Furne, vue stéréoscopique, Voyage en Bretagne).

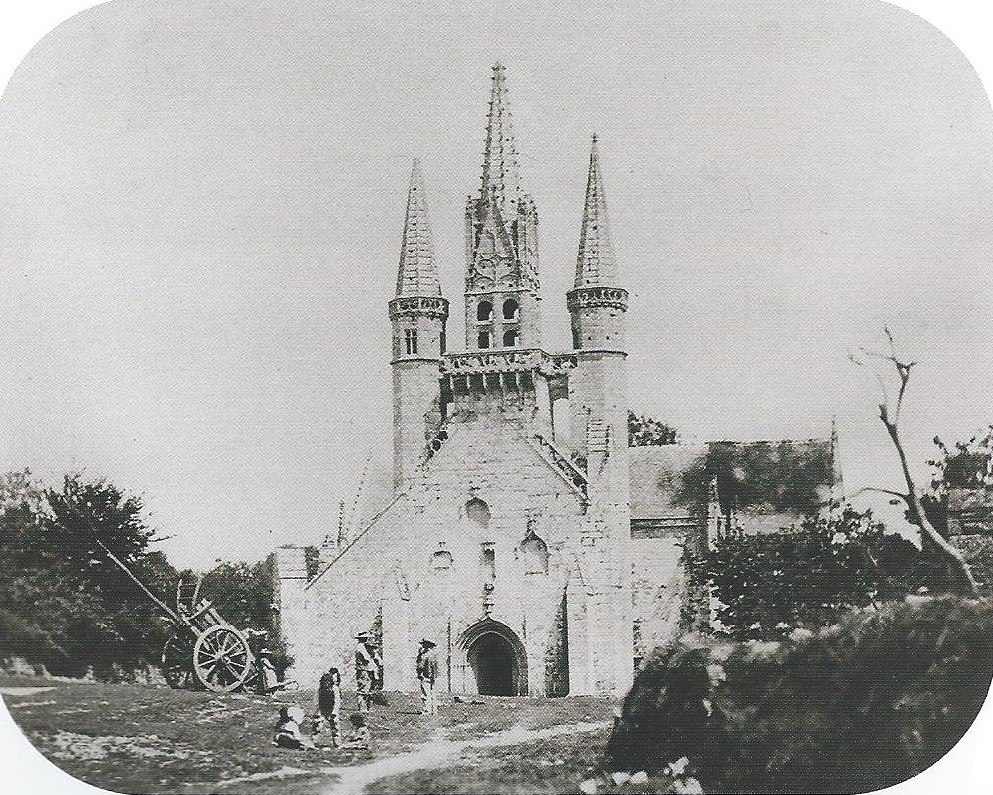
Le Faouët : la chapelle Saint-Fiacre en 1857 (Charles Furne, vue stéréoscopique, Voyage en Bretagne).

En octobre 1833, il s'associe à Gosselin et à l'imprimeur Henri Fournier ; l'entreprise appelée parfois Furne & Cie se lance dans la publication d'un magazine illustré, Le Magasin universel, concurrent direct du Magasin pittoresque, premier exemple français du genre, inspiré d'un modèle anglais, le Penny Magazine (en).
Charles Furne, après avoir été proche des libéraux, accueillit favorablement l'arrivée de Louis-Napoléon Bonaparte. Il meurt en 1859 et est inhumé au cimetière du Père Lachaise (division 6). Son entreprise est reprise par son fils, Charles-Paul, dit « Furne fils » (1824-v. 1880) qui s'associe par ailleurs à son cousin Henri Alexis Omer Tournier (1835-1885) pour éditer des vues stéréoscopiques.
Dans les années 1860, la maison prend pour raison sociale « Librairie Furne, Jouvet et Cie éditeurs », puis vers 1900, le fonds est racheté par Combet, et en 1906 par Léon Boivin, lequel meurt en 1937, la marque disparaît alors.

## Balzac
Parmi les signataires du contrat avec Balzac, Furne est le seul qui ait achevé l'édition complète de La Comédie humaine, dont il cède ensuite les droits, en 1846, à son commis : Alexandre Houssiaux. Furne avait créé une société exclusivement vouée à cette publication gigantesque. Mais c'est grâce à l'apport de Jules Hetzel, qui lui rachète des parts par l'intermédiaire de Houssiaux, que l'entreprise est finalement poursuivie jusqu'au bout. Puis Balzac étant en procès avec Hetzel, Houssiaux se charge ensuite de la réimpression des Œuvres complètes sous la marque Furne & Cie.